# Жан-Жак Бенекс
Жан-Жак Бенекс (фр. Jean-Jacques Beineix; 8 жовтня 1946 — 13 січня 2022) — французький кінорежисер, сценарист і продюсер.

## Біографія
Жан-Жак Бенекс народився 8 жовтня 1946 р. у Парижі. У 1960-х роках почав працювати в кіно асистентом у режисерів Жака Беккера, Клода Беррі, Клода Зіді. 1978 року представив короткометражний фільм «Собака месьє Мішеля». 1981 року зняв фільм «Діва», який отримав чотири премії «Сезар» (у тому числі за найкращий кінодебют) та номінації на нагороди BAFTA, XII Московського кінофестивалю.
Наступний його фільм, прем'єра якого відбулася на Каннському кінофестивалі, — «Місяць у стічній канаві» (1983) з Жераром Депардьє та Настасією Кінскі у головних ролях — був визнаний більшістю критиків претензійним. 1987 року фільм «Тридцять сім і два щоранку» (в американському прокаті «Бетті Блю») отримав номінації «Оскар» та «Золотий глобус» як найкращий іноземний фільм, дев'ять номінацій на «Сезар» та гран-прі кінофестивалю в Монреалі.
Після смерті Іва Монтана 1991 року на зйомках фільму «IP5: Острів товстошкірих» у творчості Бенекса настала перерва. Він зняв два документальні фільми, обіймав посаду президента Асоціації письменників, режисерів та продюсерів. 2001 року зняв фільм «Пригоди трупа». В наший час Бенекс займається продюсуванням.
З 1982 року Бенекс зняв близько 30 рекламних роликів для таких компаній, як Fuji, Esso, Renault, Apple.

## Фільмографія
- 1977 — Собака месьє Мішеля / Le Chien de Monsieur Michel
- 1981 — Діва / Diva
- 1983 — Місяць у стічній канаві / La Lune Dans le Caniveau
- 1986 — Тридцять сім і два щоранку / 37 ° 2 Le Matin
- 1989 — Розаліна та леви / Roselyne et les lions
- 1992 — IP5: Острів товстошкірих / IP5: L'île aux pachydermes
- 1994 — Отаку / Otaku
- 1997 — Assigné à résidence
- 1997 — The Works (сегмент «Locked-In Syndrome»)
- 2001 — Пригоди трупа / Mortel Transfert
- 2002 — Loft Paradoxe (TV)